# Tân Dân, Thẩm Dương
Tân Dân (tiếng Trung: 新民市, Hán Việt: Tân Dân thị) Là một thành phố cấp huyện trực thuộc thành phố cấp địa khu Thẩm Dương (沈阳市), tỉnh Liêu Ninh, Cộng hòa Nhân dân Trung Hoa. Về mặt hành chính, thành phố Tân Dân được chia thành 5 nhai đạo, 11 trấn và 13 hương.